# حليب موظ
حليب الموظ (بالإنجليزية: Moose milk) أو حليب الأيل (بالإنجليزية: elk milk) هو الحليب الذي تنتجه أنثى الموظ. يُستهلك عادة من قبل صغار الموظ، وتحول إلى منتج تجاري في روسيا والسويد.[بحاجة لمصدر]

## المحتوى الغذائي
يحتوى على نسبة عالية من الدَسَم [الإنجليزية]. يُحلب بين شهر يونيو وأغسطس؛ وبالاعتماد على توافر كميات جيدة من العلف عالي الجودة، عادة ما تزيد تركيزات العناصر الغذائية والدهون في الحليب خلال الخمسة والعشرين يومًا الأولى من فترة الرضاعة، وهي الفترة التي تعتبر ذروة الإنتاج. ثم تنخفض تركيزات العناصر الغذائية والدهون والعناصر المعدنية لبقية فترة الرضاعة.
مقارنة بحليب الأبقار، يحتوي حليب الموظ على مستويات أعلى بكثير من الألومنيوم، والحديد، والسيلينيوم والزنك.